# Adiantopsis asplenioides
Adiantopsis asplenioides är en kantbräkenväxtart som beskrevs av William Ralph Maxon. Adiantopsis asplenioides ingår i släktet Adiantopsis och familjen Pteridaceae. Inga underarter finns listade.